# Шахруд
Шахру́д (перс. شاه‌رود‎, в пер.: «королевская река») — горная река в Северном Иране, одна из двух составляющих реки Сефидруд. Ныне впадает в водохранилище Шабанау. Длина реки 150 км.
Берёт начало при слиянии реки Аламут с рекой Талеганруд, далее течёт на северо-запад по узкой горной долине у подножия хребта, после чего сливался с рекой Кызылузен, образуя Сефидруд.
Имеет множество мелких притоков, значителен гидроэнергетический потенциал. Питание снеговое и ледниковое.